# Lycia diniensis
Lycia diniensis là một loài bướm đêm trong họ Geometridae.